# (74200) 1998 RB53
(74200) 1998 RB53 – planetoida z pasa głównego asteroid okrążająca Słońce w ciągu 4,41 lat w średniej odległości 2,69 j.a. Odkryta 14 września 1998 roku.